# 第71回ニューヨーク映画批評家協会賞
71st NYFCC Awards

2005年12月12日
作品賞: 

ブロークバック・マウンテン
第71回ニューヨーク映画批評家協会賞は、2005年の優秀な映画に贈られた賞である。2005年12月12日に発表された。授賞式はアメリカ合衆国ニューヨークのAlgonquin Hotelで開かれた。

## 受賞
- 主演男優賞:
  - ヒース・レジャー - 『ブロークバック・マウンテン』

- 主演女優賞:
  - リース・ウィザースプーン - 『ウォーク・ザ・ライン/君につづく道』

- アニメ映画賞:
  - 『ハウルの動く城』

- 撮影賞:
  - クリストファー・ドイル、クワン・プンリョン、ライ・イウファイ - 『2046』

- 監督賞:
  - アン・リー - 『ブロークバック・マウンテン』

- ドキュメンタリー映画賞：同時受賞
  - 『グリズリーマン』
  - White Diamond

- 作品賞:
  - 『ブロークバック・マウンテン』

- 第一回作品賞:
  - 『カポーティ』

- 外国語映画賞:
  - 『2046』（ チリ フランス ドイツ 香港）

- 脚本賞:
  - ノア・バームバック - 『イカとクジラ』

- 助演男優賞:
  - ウィリアム・ハート - 『ヒストリー・オブ・バイオレンス』

- 助演女優賞:
  - マリア・ベロ - 『ヒストリー・オブ・バイオレンス』